# Alchemilla trullata
Alchemilla trullata är en rosväxtart som beskrevs av Robert Buser. Alchemilla trullata ingår i släktet daggkåpor, och familjen rosväxter. Inga underarter finns listade i Catalogue of Life.